# Edvan do Nascimento
Edvan Correia do Nascimento (n. 14 aprilie 1979) este un jucător de fotbal brazilian. Între martie și mai 2008 a evoluat la clubul U Cluj, pentru care a jucat în 8 meciuri de Liga I. În august 2009 a jucat în treu partide pentru FC Silvania Șimleu Silvaniei în Liga a II-a.
Edvan a mai jucat pentru Santa Cruz în Copa do Brasil.